# Wolfgang Reuter (Bildhauer)
Wolfgang Reuter (* 3. April 1934 in Köln; † 30. November 2022) war ein deutscher Bildhauer.

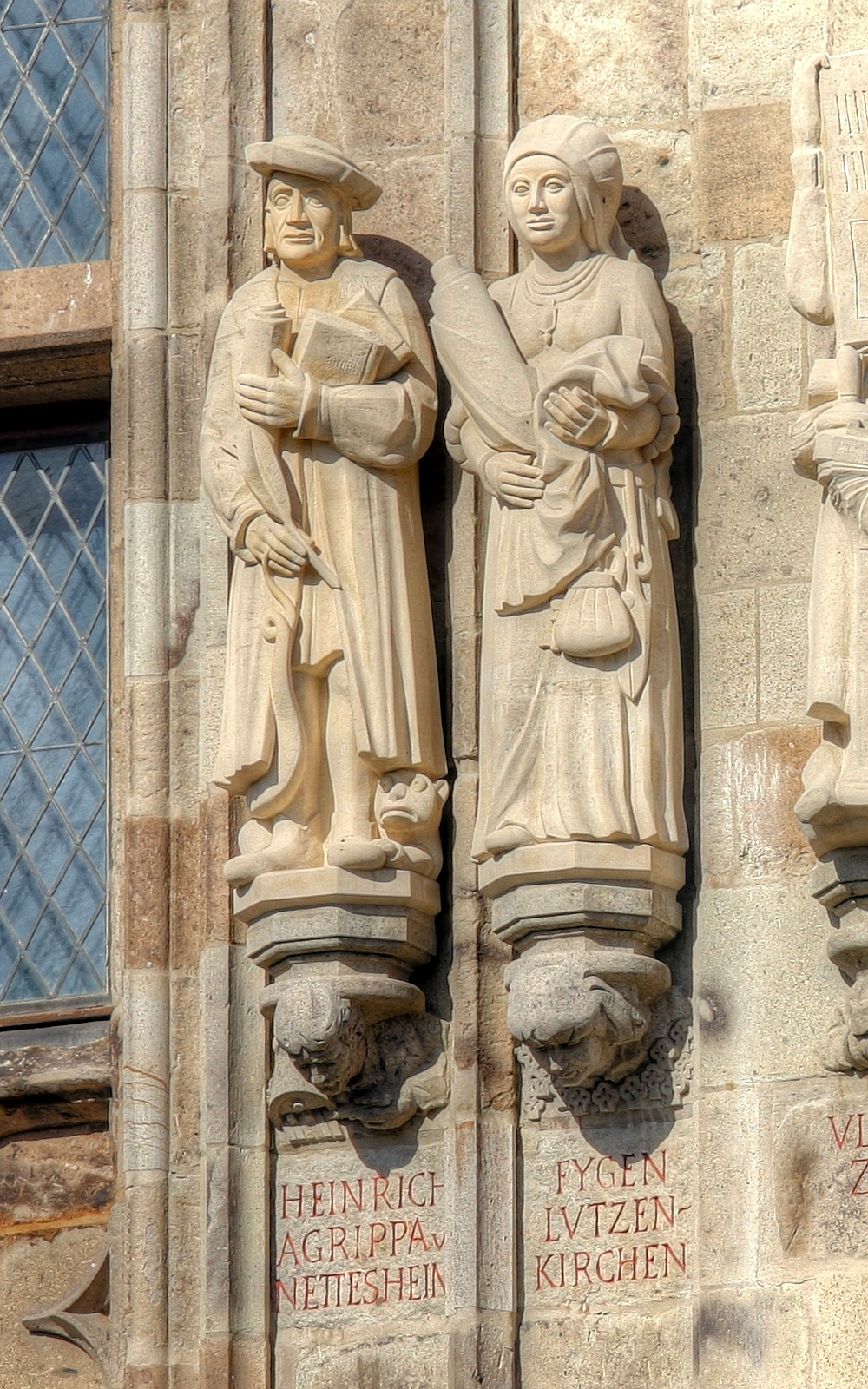
Figuren am Kölner Rathaus: Heinrich Cornelius Agrippa von Nettesheim und Fygen Lutzenkirchen

100-Euro-Gedenkmünzen der Bundesrepublik Deutschland, Motiv: Wartburg (UNESCO-Welterbe)

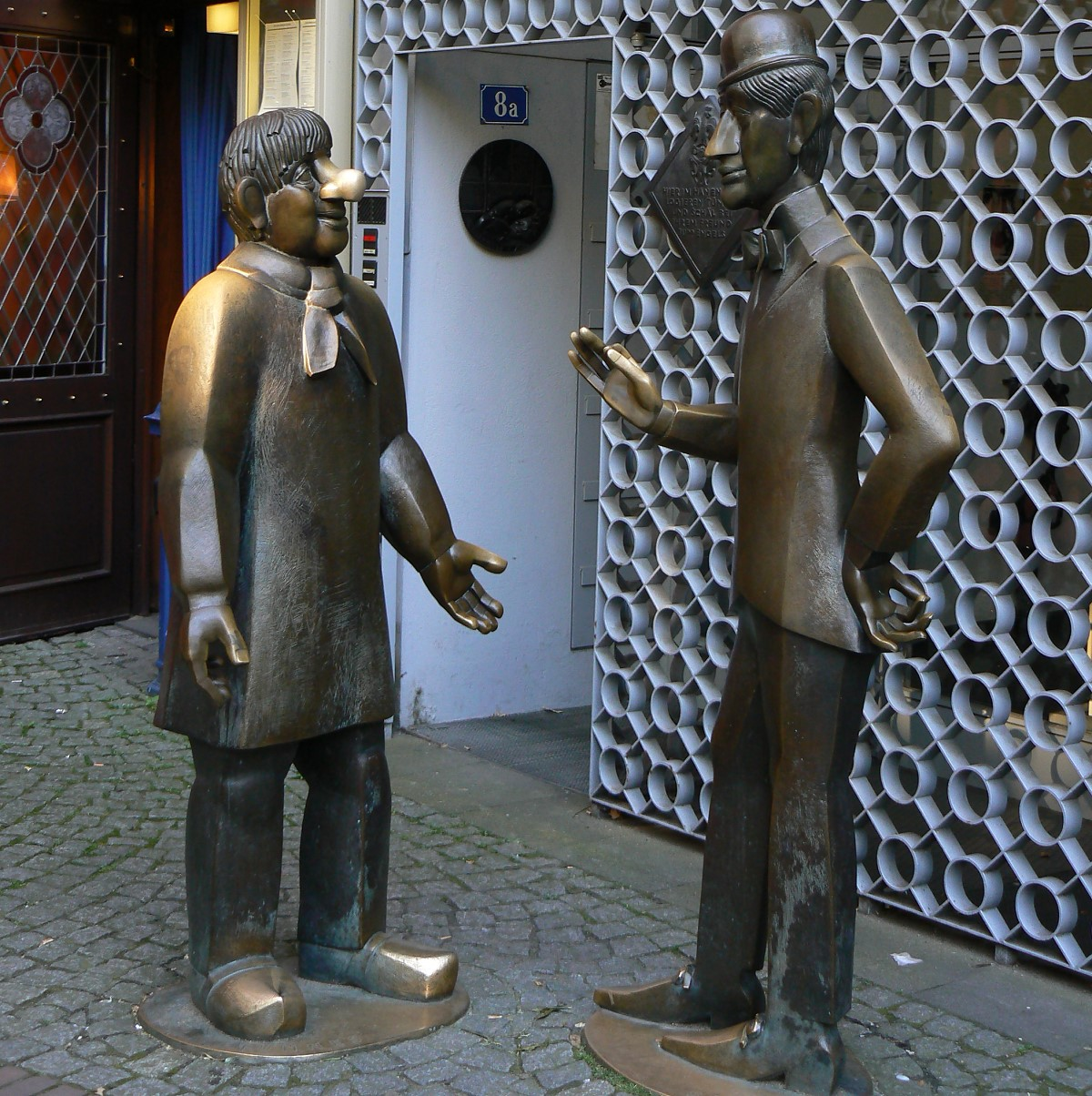
Tünnes und Schäl, Köln

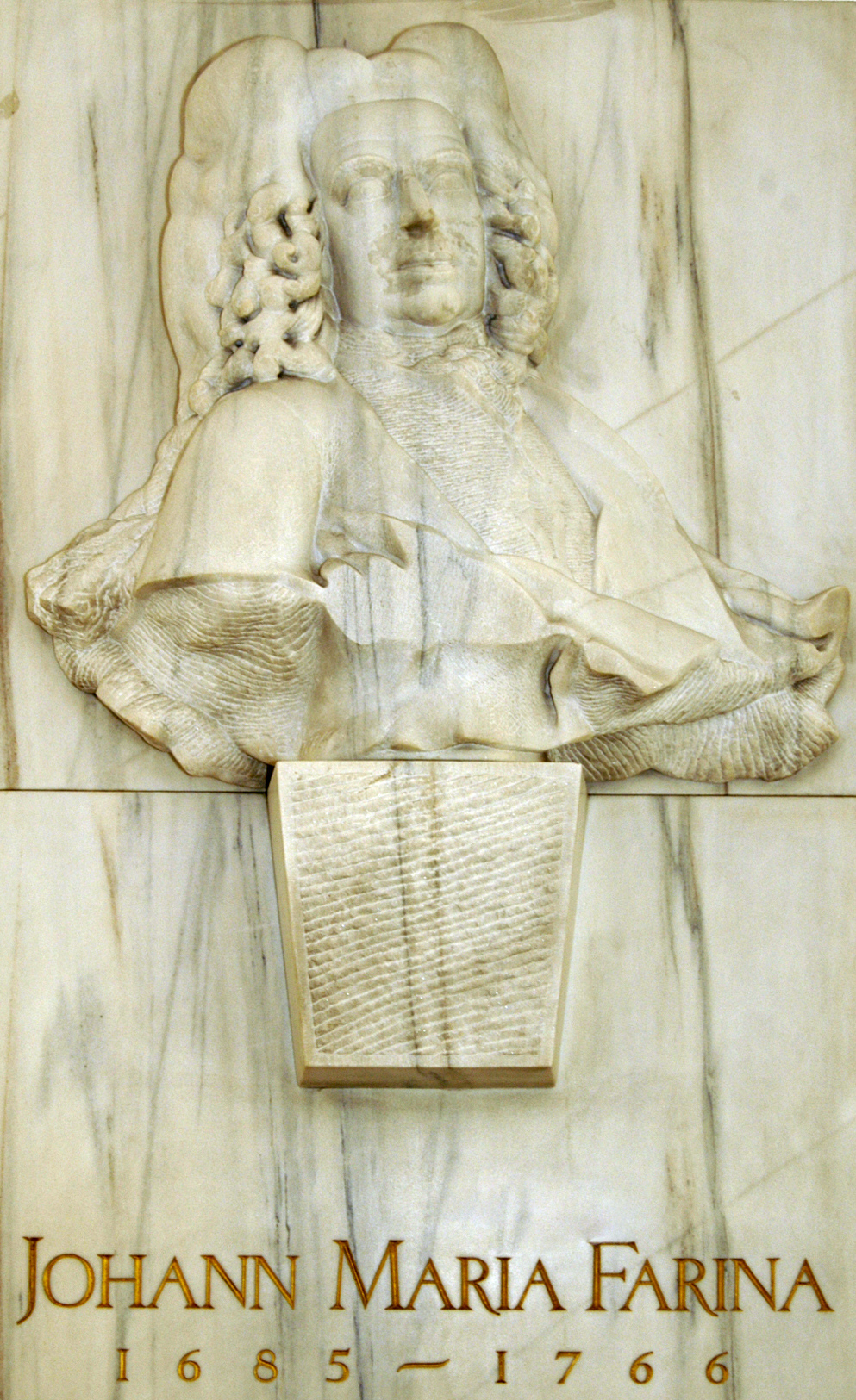
Marmorbüste von Johann Maria Farina, Farina Haus

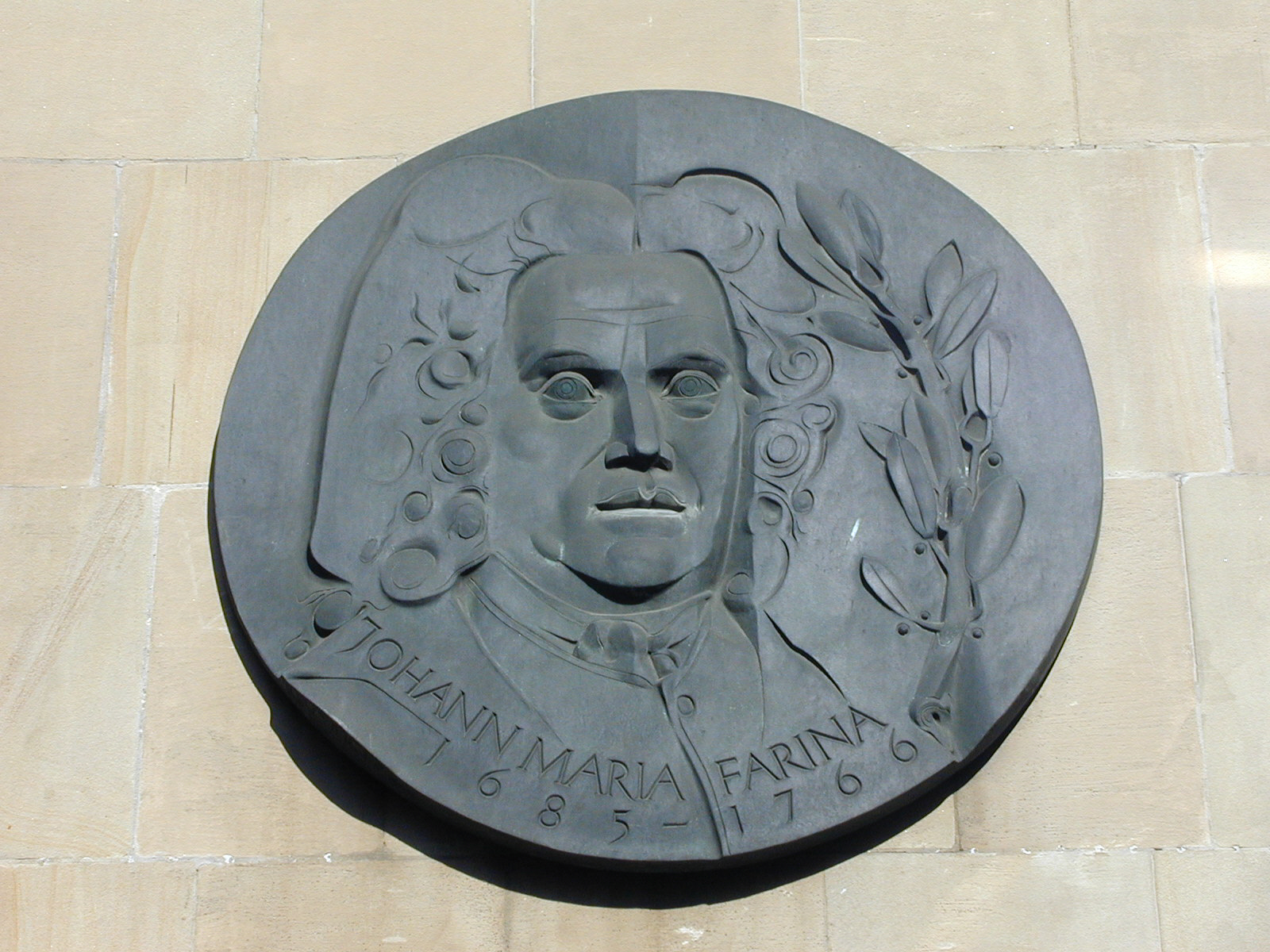
Bronze von Johann Maria Farina

## Leben
Wolfgang Reuter studierte von 1956 bis 1963 an den Kölner Werkschulen bei Ludwig Gies Bildhauerei. Er schloss das Studium als Meisterschüler ab. Seit 1963 arbeitete er als freischaffender Künstler in Köln und in Boos (Eifel). Sein Werk umfasst Arbeiten für den öffentlichen Raum, sakrale Werke und freie Arbeiten. Die Skulpturen sind aus Stein, Holz, Bronze oder Ton gestaltet. Für die Skizzen, Zeichnungen und Grafiken verwendete er Tusche, Kreide, Bleistift und Holzdruck. Darüber hinaus hatte er Medaillen, Gedenktafeln und Mahnmale entworfen und gefertigt.
Reuter starb 2022 im Alter von 88 Jahren. Er wurde auf dem Kölner Melaten-Friedhof in der Grabstätte des Architekten Karl Band beigesetzt.

## Ausstellungen
- Jahresausstellungen Kölner Künstler / Ars Sacra, Köln
- KunstArchitektur, Hahnentorburg, Köln
- „art mal acht - à propos Köln“, Kölnisches Stadtmuseum, Köln
- „Wolfgang Reuter - Plastiken und Zeichnungen“, Landschaftsverband Rheinland, Köln

## Werke

### Öffentliche Aufträge
- Stuckwand für Bayer-Leverkusen
- Fußboden-Inkrustation im Pressehaus, Bonn
- Bemalte Holz-Stele im Kultusministerium, Düsseldorf
- Kriegermal, Dürscheid
- Gedenktafeln für Johann Maria Farina gegenüber dem Jülichs-Platz, Köln
- Marmor-Porträt Johann Maria Farina, Köln
- Bronze-Standbilder Tünnes und Schäl, Köln und Berlin-Treptow
- Epitaph Sulpiz Boisserée, Köln
- 3-Städte-Brunnen, Brühl
- Mahntafel, Bahnhof Deutz, Köln
- Mahntafel, Eburonenstraße, Köln
- Mahnmal für die Opfer der nationalsozialistischen Gewaltherrschaft, Messe, Köln
- 2 Figuren für den Ratsturm (1991 und 2008), Köln[3]
- Goldmünze 2011: Wartburg (UNESCO-Welterbe)[4]

### Kirchliche Aufträge
Altäre, Tabernakelstelen, Ambonen, Kreuzwegstationen in
- St. Josef, Delhoven
- St. Joseph, Lohmar-Breidt, Altar
- St. Matthäus, Grevenbroich-Allrath
- St. Anna, Hennef
- St. Anna, Hangelar
- St. Anna, Neunkirchen
- St. Peter und Paul, Troisdorf-Eschmar
- Altarwand, St. Maria in Lyskirchen, Köln
- Kreuzweg, St. Martin, Rheinbach

### Private Aufträge / Plaketten
- Medaille Firma Großpeter-Lindemann, Frechen
- „Kallendresser-Orden“ 1972
- „Rheinlandtaler“ des Landschaftsverbandes Rheinland
- „St. Kunibert“, Kölner Kirchen-Plaketten
- „Schloß Brühl“ als Jubiläums-Plakette der Eisenwerke Brühl